# Pervomaiski (Pervomaiski, Kushchóvskaya, Krasnodar)
Pervomaiski (del ruso: Первомайский) es un posiólok del raión de Kushchóvskaya del krai de Krasnodar, en Rusia. Está situado a orillas de un pequeño afluente por la derecha del río Sosyka, tributario del Yeya, 10 km al sur de Kushchóvskaya y 164 km al norte de Krasnodar, la capital del krai. Tenía 1 971 habitantes en 2010
Es cabeza del municipio Pervomáiskoye, al que pertenecen asimismo Znamia Komunizma, Komsomolski, Krásnaya Zariá, Kubanets, Oktiabrski, Proletarski y Zavety Ilichá.